# Rinaldo Dal Fabbro
Rinaldo Dal Fabbro (* 10. Juni 1909 in Venedig; † 11. Juni 1977 in Rom) war ein italienischer Dokumentarfilmer und Drehbuchautor.

## Leben
Dal Fabbro arbeitete 1934 als Assistent für den Dokumentarfilmer Francesco Pasinetti und schrieb in den 1940er Jahren zwei Drehbücher. Ende des folgenden Jahrzehntes wandte er sich erneut dokumentarischen Werken zu. 1955 drehte er einen Werbefilm für englischsprachige Touristen, Family album, sowie später vier lange Dokumentationen, die in einigen Kinos gezeigt wurden. Für SanPaolo Film, ein Studio der katholischen Kirche, drehte er 1965 auch den einstündigen Cristo in India.
Dal Fabbro ist nicht zu verwechseln mit dem gleichnamigen Lyriker (1899–1967).

## Filmografie (Auswahl)
- 1934: Il canale degli angeli (Regieassistent)
- 1965: Cristo in India